# موج‌بر مجتمع با زیرلایه

یک نمونه از موج‌بر مجتمع با زیرلایه.

موج‌بر مجتمع با زیرلایه (SIW) یک موج‌بر الکترومغناطیسی است که در یک بستر زیرلایه دی‌الکتریک با آرایه متراکمی از حفره‌ها و اتصال‌های میان‌راه صفحات رسانای دوطرف زیرلایه بالایی و پایینی را به هم متصل می‌کند تشکیل می‌شود.
این موجبرها به دلیل ماهیت ساخته شدن روی برد مدار چاپی، امکان تولید انبوه آسان و ارزان‌قیمت را دارند.